# Sayaka Ishii
Sayaka Ishii (石井さやか?, Ishii Sayaka; Shibuya, 31 agosto 2005) è una tennista giapponese.

## Vita personale
Sayaka Ishii è nata a Shibuya, nella prefettura di Tokyo. Suo padre, Takuro Ishii, è stato un giocatore professionista di baseball. Si è allenata presso la IMG Academy a Bradenton, in Florida.

## Carriera
Sayaka Ishii ha vinto 1 titolo nel singolare e 1 titolo nel doppio nel circuito ITF nella sua carriera. Il 16 settembre 2024, ha raggiunto il best ranking mondiale nel singolare al n°262, e il 21 ottobre 2024 invece ha conseguito il suo best ranking mondiale nel doppio, n°345.
Durante la carriera da junior, ha raggiunto la semifinale agli Australian Open 2023 - Singolare ragazze e i quarti di finale al Torneo di Wimbledon 2023 - Singolare ragazze. Nel doppio è stata semifinalista agli Australian Open 2023 e agli Open di Francia 2023, in più ha raggiunto i quarti di finale consecutivamente al Torneo di Wimbledon nel 2022 e 2023. Nel 2022, ha raggiunto la finale all'Osaka Mayor's Cup, dove è stata sconfitta dalla connazionale Sara Saitō. Raggiunge la top 5 del ranking junior di singolare.
Ishii ha fatto il suo debutto nel circuito maggiore al Toray Pan Pacific Open 2022 grazie ad una wildcard per le qualificazioni, dove è stata eliminata al primo dalla testa di serie numero 11 Ellen Perez in due set.
Nell'agosto 2024, Sayaka riesce a superare le qualificazioni al Tennis in the Land, dopo aver sconfitto l'ex top 40 del ranking Zheng Saisai e la statunitense Elvina Kalieva. Al primo turno viene sorteggiata contro la testa di serie numero 3 ed ex numero 1 del mondo di doppio Kateřina Siniaková, uscendone solamente sconfitta al tie-break del terzo set, dopo essere stata in vantaggio per 5-1 ed aver mancato tre match point. Nel mese di ottobre prende parte al Toray Pan Pacific Open, e anche in questa occasione passa i turni di qualificazione superando in serie la connazionale Sae Noguchi e la prima testa di serie Clara Tauson in rimonta. Nella sua prima apparizione in un WTA 500, Sayaka ottiene la sua prima vittoria nel circuito maggiore avendo la meglio sulla rivale giapponese Sara Saitō, lasciandole appena due giochi. Nel secondo turno, è opposta alla qualificata turca Zeynep Sönmez, riuscendo a superarla in rimonta e ottenendo il suo primo quarto di finale in carriera nella sua seconda apparizione in un tabellone di un torneo maggiore.

## Statistiche ITF

### Singolare

#### Vittorie (1)
| Torneo $100.000 (0) |
| Torneo $80.000 (0)  |
| Torneo $60.000 (0)  |
| Torneo $40.000 (0)  |
| Torneo $25.000 (1)  |
| Torneo $15.000 (0)  |

| N. | Data           | Torneo           | Superficie | Avversaria in finale | Punteggio     |
| 1. | 14 aprile 2024 | SEIMS Cup, Osaka | Cemento    | Stacey Fung          | 6-1, 3-6, 6-3 |

#### Sconfitte (2)
| Torneo $100.000 (0) |
| Torneo $80.000 (0)  |
| Torneo $60.000 (0)  |
| Torneo $40.000 (0)  |
| Torneo $25.000 (1)  |
| Torneo $15.000 (1)  |

| N. | Data           | Torneo                                  | Superficie | Avversaria in finale | Punteggio     |
| 1. | 19 giugno 2022 | Magic Hotel Tours, Monastir             | Cemento    | Francesca Curmi      | 2-6, 6-4, 5-7 |
| 2. | 8 ottobre 2023 | Ascension Project Women's Open, Redding | Cemento    | Iva Jovic            | 4-6, 2-6      |

### Doppio

#### Vittorie (1)
| Torneo $100.000 (1) |
| Torneo $80.000 (0)  |
| Torneo $60.000 (0)  |
| Torneo $40.000 (0)  |
| Torneo $25.000 (0)  |
| Torneo $15.000 (0)  |

| N. | Data           | Torneo                                       | Superficie | Compagna  | Avversarie in finale             | Punteggio   |
| 1. | 27 luglio 2024 | Figueira da Foz Ladies Open, Figueira da Foz | Cemento    | Naho Sato | Madeleine Brooks Sarah Beth Grey | 7-6(1), 7-5 |

#### Sconfitte (1)
| Torneo $100.000 (0) |
| Torneo $80.000 (0)  |
| Torneo $60.000 (0)  |
| Torneo $40.000 (0)  |
| Torneo $25.000 (1)  |
| Torneo $15.000 (0)  |

| N. | Data             | Torneo                                          | Superficie | Compagna          | Avversarie in finale       | Punteggio            |
| 1. | 24 febbraio 2024 | Latrobe City Traralgon International, Traralgon | Cemento    | Lanlana Tararudee | Mana Kawamura Liu Fangzhou | 7-6(4), 3-6, [11-13] |